# Rassiden
Rassiden oder Banu Rassi ist der Name, den der Historiker Ibn Khaldun (gest. 1406) für die zaiditischen Imame des Jemen verwendete. 
Der Name „Rassid Imāms“ wurde von  Lane-Poole (1854–1931) in seinen Mohammadan Dynasties verwendet, um die Imame bis etwa 1300 zu bezeichnen. Die Nisba „al-Rassi“ von Imam al-Qasim al-Rassi (785–860) leitet sich vom Ort al-Rass im Hedschas ab. Rassi war einer der Begründer der theologischen Traditionen des Zaiditen-Zweigs des schiitischen Islam und wird von den Zaiditen als Imam betrachtet. Sein Enkel Hadi Yahya (859–911) gründete die Rassiden-Dynastie der Zaiditen-Imame im Jemen.
Die Rassiden-Imame herrschten in Sa'da von 280/893 bis ca. 700/1300 und fanden ihre Fortsetzung in den Imamen von San'a.